# Église Notre-Dame-de-Lapa de Porto
Pour les articles homonymes, voir Église Notre-Dame.
L'Igreja de Nossa Senhora da Lapa est une église catholique située dans la ville de Porto, au Portugal. Elle est dédiée à Notre-Dame de Lapa (Nossa Senhora da Lapa). L'église a été construite en 1755, et fait partie d'un ensemble de bâtiments qui comprend le cimetière de Lapa, l'école primaire de l'Irmandade et l'hôpital da Irmandade da Lapa. Dans l'abside est enterré le cœur du roi Pedro IV du Portugal, donné par testament à la confrérie.

## Histoire
La première pierre de l'église est posée le 17 juillet 1756 et, bien qu'elle soit consacrée en 1779, la construction ne s'achève qu'en 1863. La première conception de l'église a été commandée à l'architecte João Glama Ströberle. En 1756, une nouvelle conception fut commandée à l'architecte Figueiredo Seixas, qui dirigea les travaux jusqu'à sa mort en 1773. La construction de l'église a traîné plus de 100 ans, en raison de la rareté des ressources et des invasions napoléoniennes. Construite sur plus d'un siècle, l'église présente des éléments architecturaux rococo et néoclassiques.
En 1995, l'église a acquis un orgue monumental, réputé l'un des meilleurs et des plus beaux de toute la péninsule ibérique.

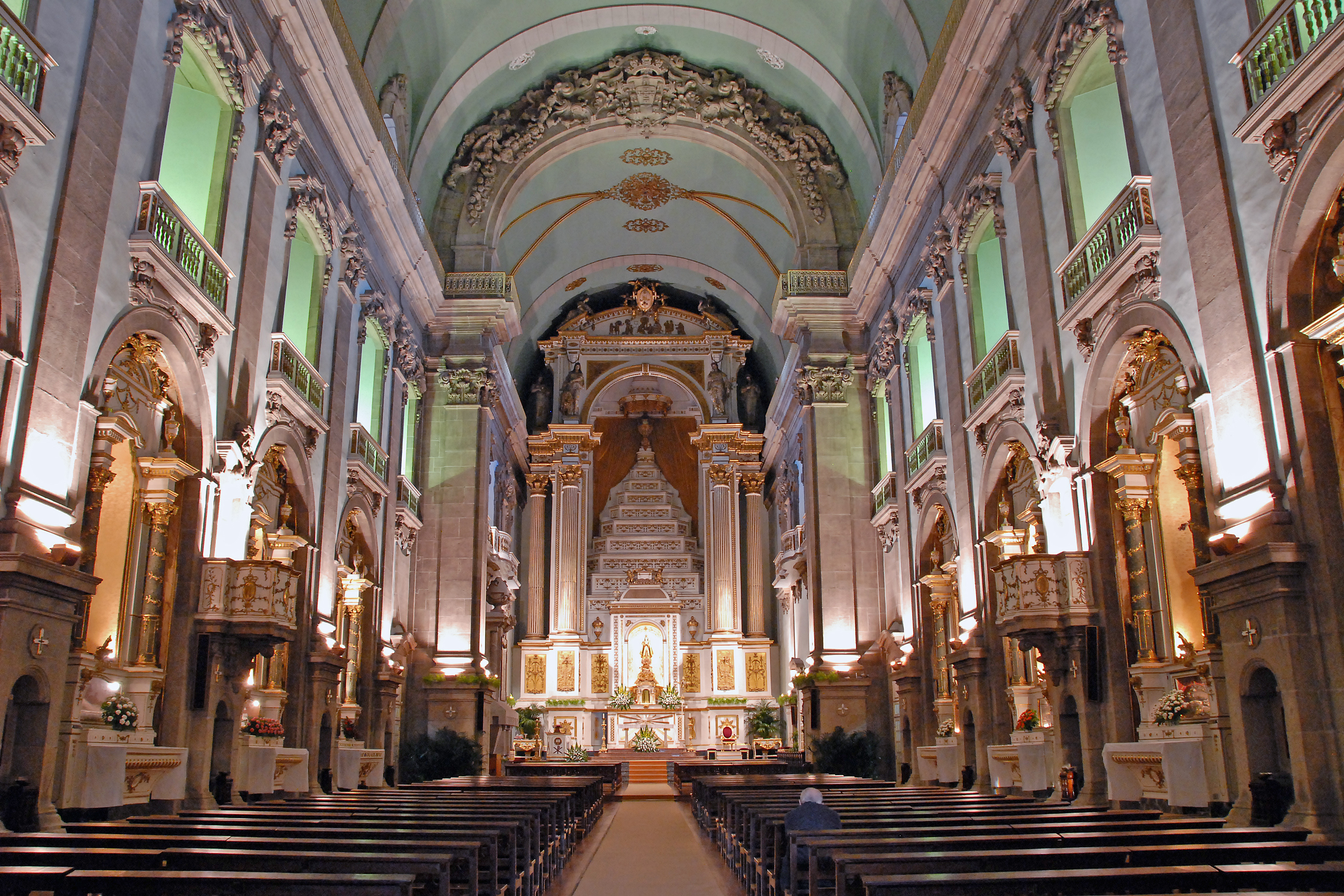
Intérieur de l'église
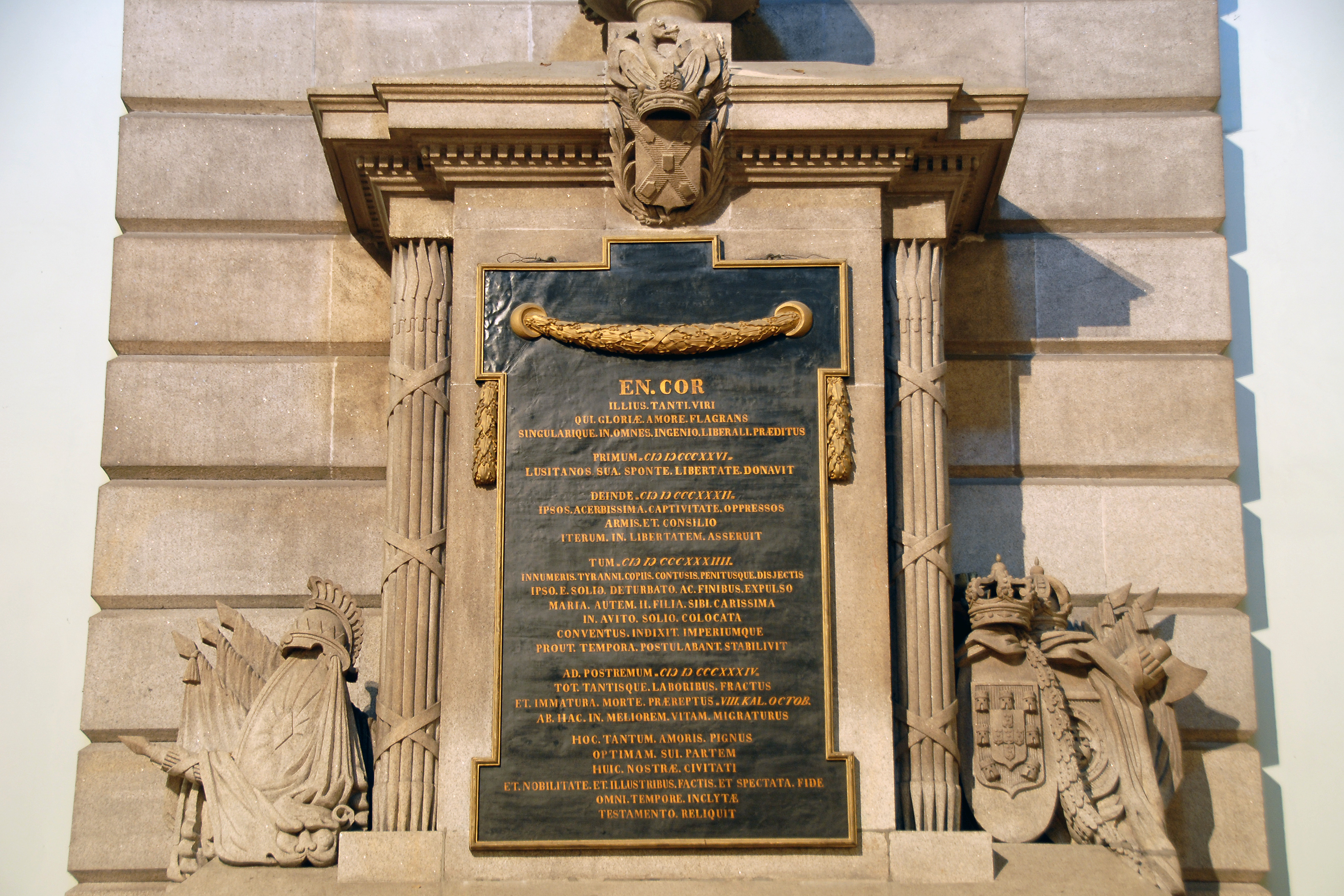
Mausolée abritant le cœur du roi Pedro IV.
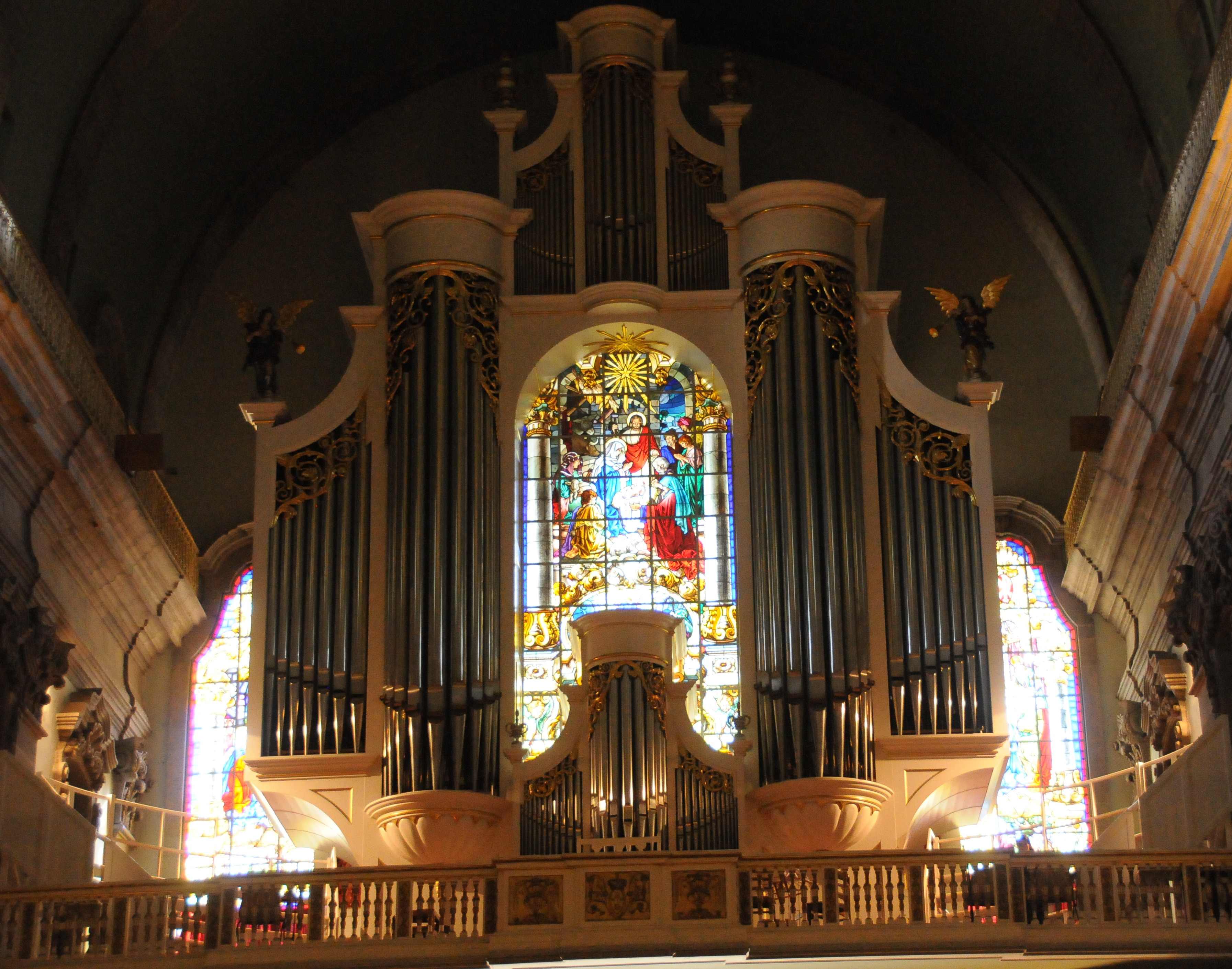
Orgue à tuyaux de l'église de Lapa.

## Cimetière
Le cimetière de Lapa est le plus ancien cimetière romantique portugais, construit en réponse à l'épidémie de choléra qui a tué de nombreuses personnes à Porto. Cependant, la Confrérie destine, dès 1833, une sépulture noble à ses Frères. Les magnifiques chapelles funéraires érigées par la bourgeoisie de Porto enterrée ici font de ce cimetière un véritable « musée de la mort », illustrant le meilleur de l'art funéraire de la période romantique. Ici reposent des personnalités illustres, telles que les écrivains Arnaldo Gama, Camilo Castelo Branco et Soares de Passos, les architectes et artistes Marques da Silva et Marques de Oliveira, l'évêque D. Manuel de Santa Inês et l'industriel José Ferreira Borges, le banquier José Pinto Leite, parmi  d'autres.

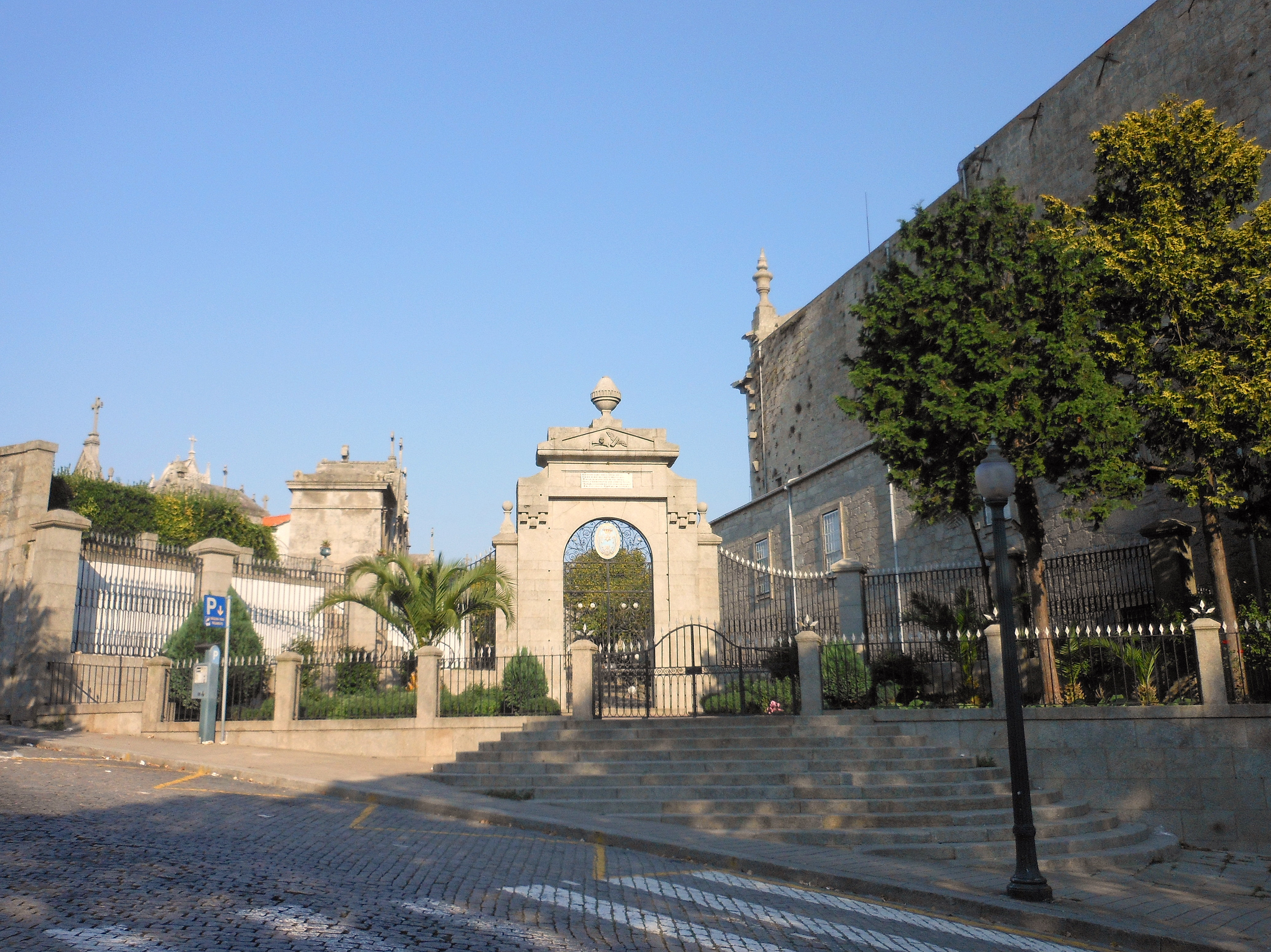
Entrée du cimetière de Lapa.
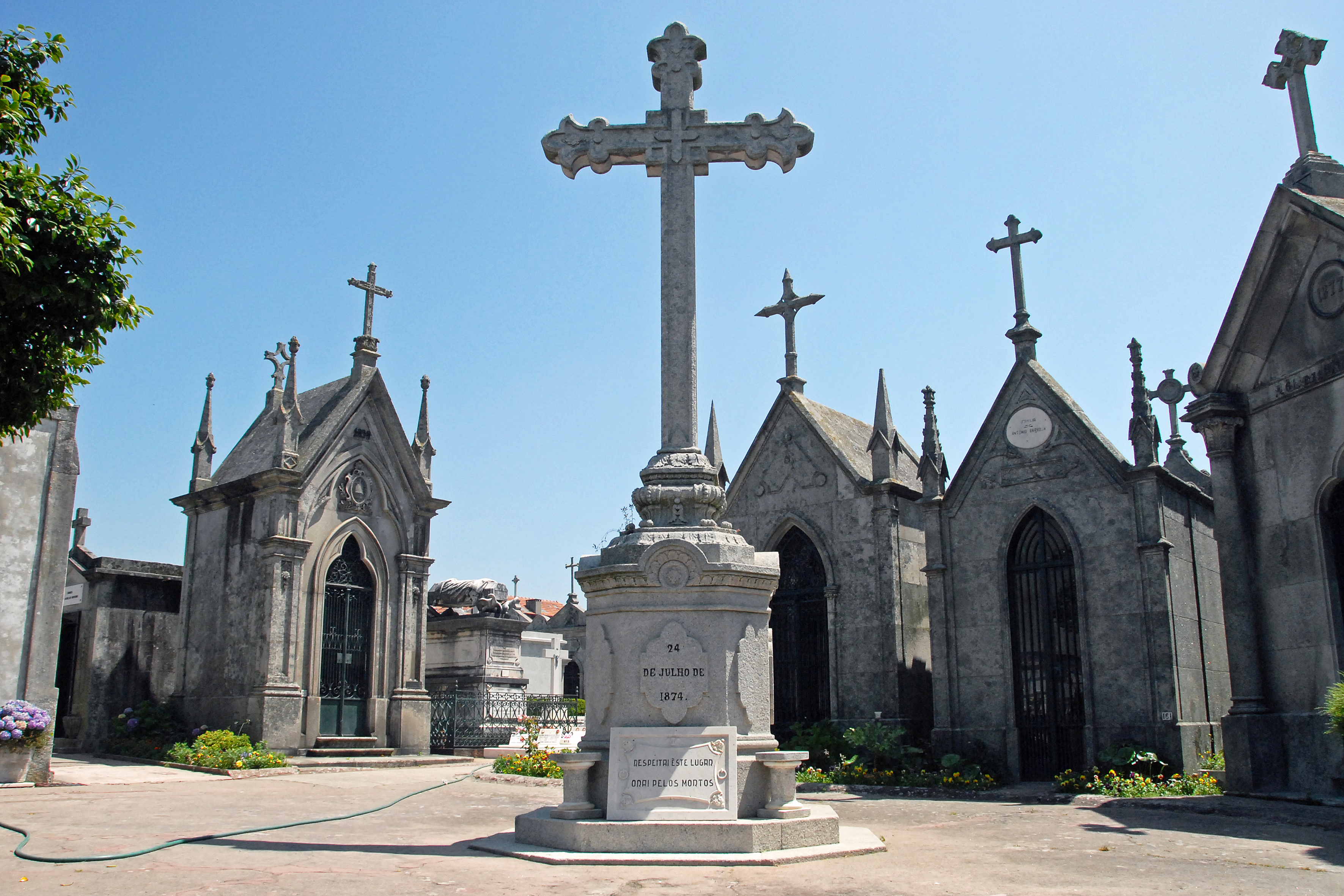
Calvaire et chapelles du cimetière de Lapa.

## Écoles

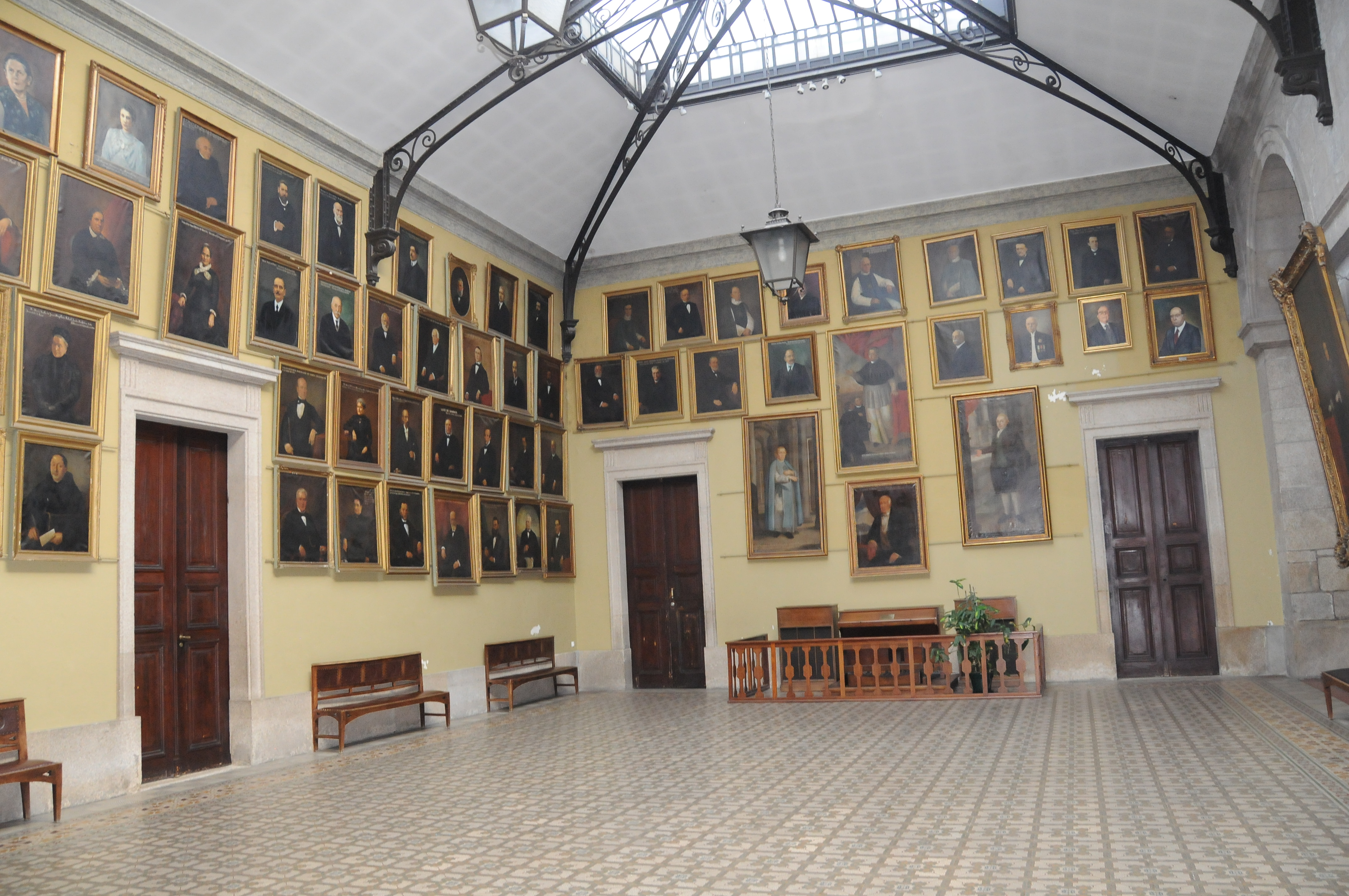
Galerie de la Mémoire : Salle des Portraits.

Le Séminaire-Collège de la Confrérie de Lapa a été l'un des premiers établissements d'enseignement de la ville de Porto. Le projet de créer un séminaire-collège pour la formation des jeunes appartient au fondateur de la Confrérie, le missionnaire apostolique Angelo de Sequeira, qui pour diverses raisons n'a pas réalisé ce désir, étant plutôt retourné au Brésil, où il mourra en 1776. Ce n'est que le 12 juin 1792 que la reine Maria I autorisa la Confrérie à ouvrir l'institution d'enseignement convoitée. Cependant, d'après les documents disponibles dans les archives de la Confrérie, le séminaire-collège n'a reçu d'étudiants qu'à la fin des années 1800.

## Hôpital
Il a été construit entre 1902 et 1904, réalisant un vieux rêve de la Confrérie. La construction a été financée par la distinguée Luzia Joaquina Bruce (décédée en 1917), en mémoire de son compagnon, João António Lima (1825-1891), dont la statue couronne la façade principale du bâtiment. En 1948, une deuxième phase de construction a eu lieu en vue d'agrandir l'hôpital, complétant l'aile sud qui depuis 1916 était en attente de financement, qui a été trouvé grâce à la générosité de la bienfaitrice Maria Albertina Saraiva de Sousa, comtesse de São Tiago de Sousa Loup.

## Chronologie
- 1755 | 29 juillet : Bulle concédée par le pape Benoît XIV à la Confrérie.
- 1764 | 22 décembre : Octroi de la Grâce de Majesté à la Confrérie par le roi Pedro III.
- 1780 | 30 avril : Ouverture solennelle de l'église.
- 1792 | 31 mai : Obtention de la charte royale pour la fondation du Séminaire-Collège.
- 1833 | 24 juillet : Publication de l'ordonnance autorisant la construction du Cimetière.